# Nursultan Naserbajev
Nursultan Äbisjuly Naserbajev (russisk: Нұрсұлтан Әбішұлы Назарбаев, født 6. juli 1940) er en kasakhisk politiker, der tjente som landets første præsident fra 24. april 1990 indtil hans fratræden den 19. marts 2019. Han blev udnævnt som førstesekretær for Kasakhstans Kommunistiske Parti i 1989, hvor han senere blev valgt som Kazakhstans første præsident, efter uafhængigheden fra Sovjetunionen i 1991. Han bar titlen Elbasy, hvilket betyder "Nations leder". Ved det kasakhiske præsidentvalg i april 2015, opnåede han genvalg med hele 97,7% af stemmerne. Denne mærkværdige storsejr skyldes af flere politiske observatører, at han "praktisk talt ingen modkandidater havde".
Naserbajev er op til flere gange blevet anklaget for krænkelser af menneskerettighederne af flere menneskerettighedsorganisationer og ifølge The Guardian har han undertrykt dissens og ledet et autoritært regime. Derudover anses valgafviklingen i Kasakhstan, illegitim og unfair blandt flere internationale observatører og organisationer. I 2010 annoncerede han reformer der skulle fremme et flerpartisystem. I januar 2017 foreslog Naserbajev konstitutionelle reformer, der ville delegere noget af hans magt til Kasakhstans parlament.
Han omdøbte desuden landets hovedstad Astana til Nur-Sultan, efter hans eget fornavn i forbindelse med hans afgang som præsident. Dette varede i tre år, inden hans efterfølger valgte at ændre navnet tilbage.

## Opvæskt og ungdom
Naserbajev blev født i Chemolgan, en landsby nær Almaty, da Kasakhstan var en af republikkerne i Sovjetunionen. Hans far var en fattig arbejder, som arbejdede for en velhavende lokal familie, indtil det sovjetiske styre konfiskerede familiens landbrugsjord i 1930'erne under Joseph Stalins kollektivisme. Herefter tog faderen familien til bjergene for at udleve en nomadisk eksistens. Hans families religiøse tradition var sunni islam.[kilde mangler]
Nazarbayevs far, Abish, undgik den obligatoriske militærtjeneste grundet af en konplikationer med sin arm, som han havde fået da han slukkede en ildebrand. I slutningen af 2. verdenskrig kom familien tilbage til landsbyen Chemolgan, hvor Nazarbayev begyndte at lære det russiske sprog. Han klarede sig godt i skolen og blev sendt til en kostskole i Kaskelen.
Efter at have gået ud af skolen tog Nazarbayev et etårigt statsfinansieret stipendium på Karagandas stålværk i Temirtau. Han brugte også tid på oplæring ved en stålfabrik i Dniprodzerzhynsk, hvilket er årsagen til at han ikke var i Temirtau, da der udbrød optøjer. I en alder af tyve år tjente han en relativt god løn på "utrolig tungt og farligt arbejde" i højovnen.